# Солотвинська селищна рада (Тячівський район)
Соло́твинська се́лищна ра́да — адміністративно-територіальна одиниця та орган місцевого самоврядування в Тячівському районі Закарпатської області. Адміністративний центр — селище міського типу Солотвино.

## Загальні відомості
- Територія ради: 11,1 км²
- Населення ради: 8 977 осіб (станом на 1 січня 2011 року)

## Населені пункти
Селищній раді підпорядковані населені пункти:
- смт Солотвино

## Склад ради
Рада складається з 30 депутатів та голови.
- Голова ради: Йовдій Василь Михайлович
- Секретар ради: Дан Маріанна Василівна

### Керівний склад попередніх скликань
| Прізвище, ім'я, по батькові | Основні відомості                                                        | Дата обрання | Дата звільнення |
| --------------------------- | ------------------------------------------------------------------------ | ------------ | --------------- |
| Ухаль Юрій Юрійович         | Селищний голова, 1964 року народження, освіта вища, безпартійний         | 26.03.2006   | 31.10.2010      |
| Ухаль Юрій Юрійович         | Селищний голова, 1964 року народження, освіта вища, член Партії регіонів | 31.10.2010   |                 |

Примітка: таблиця складена за даними сайту Верховної Ради України

### Депутати
За результатами місцевих виборів 2010 року депутатами ради стали:

#### За суб'єктами висування
| Суб'єкт висування | Кількість обраних депутатів | %   |
| ----------------- | --------------------------- | --- |
| Самовисування     | 30                          | 100 |

#### За округами
| № округу | Прізвище, ім'я, по батькові    | Дата визнання обраним | Освіта             | Партійна приналежність    | Відомості про обраного депутата                     |
| -------- | ------------------------------ | --------------------- | ------------------ | ------------------------- | --------------------------------------------------- |
| 1        | Арделан Василь Петрович        | 03.11.2010            | середня            | позапартійний             | тимчасово не працює                                 |
| 2        | Бота Михайло Миколайович       | 03.11.2010            | середня            | позапартійний             | приватний підприємець «Бота»                        |
| 3        | Дан Михайло Михайлович         | 03.11.2010            | середня            | член Партії регіонів      | тимчасово не працює                                 |
| 4        | Опріш Ніку Юрійович            | 03.11.2010            | вища               | член Партії регіонів      | житлово-комунальне господарство, начальник          |
| 5        | Мелега Йосип Йосипович         | 26.12.2010            | середня            | позапартійний             | приватний підприємець                               |
| 6        | Чербаник Василь Васильович     | 03.11.2010            | вища               | позапартійний             | міська лікарня, лікар                               |
| 7        | Она Василь Ількович            | 03.11.2010            | середня спеціальна | позапартійний             | пенсіонер                                           |
| 8        | Бота Іліан Ількович            | 03.11.2010            | середня            | позапартійний             | приватний підприємець                               |
| 9        | Прикоп Іван Михайлович         | 03.11.2010            | середня            | позапартійний             | приватний підприємець «Прикоп»                      |
| 10       | Попович Василь Васильович      | 03.11.2010            | середня спеціальна | позапартійний             | приватний підприємець                               |
| 11       | Прикоп Іван Михайлович         | 03.11.2010            | вища               | позапартійний             | Солотвинський ПУЖКХ, головний інженер               |
| 12       | Грин Ніку Михайлович           | 03.11.2010            | вища               | позапартійний             | приватний підприємець, нотаріус                     |
| 13       | Ягнюк Федір Михайлович         | 03.11.2010            | вища               | член Партії «ВІДРОДЖЕННЯ» | ВП «Ужгородська дирекція залізничних перевезень»    |
| 14       | Карпекіна Вікторія Йосипівна   | 03.11.2010            | середня спеціальна | позапартійна              | УАЛ, інструктор ЛФК                                 |
| 15       | Гал Микола Емеріхович          | 03.11.2010            | вища               | позапартійний             | УЗЛ, завідувач, лікар                               |
| 16       | Шімон Людвік Іванович          | 14.11.2010            | середня            | позапартійний             | пенсіонер                                           |
| 17       | Гузо Микола Дмитрович          | 26.12.2010            | середня            | позапартійний             | пенсіонер                                           |
| 18       | Токар Карло Карлович           | 03.11.2010            | середня            | позапартійний             | пенсіонер                                           |
| 19       | Губан Любов Іванівна           | 03.11.2010            | вища               | позапартійна              | Солотвинська селищна рада, спеціаліст-економіст     |
| 20       | Мігалі Юрій Михайлович         | 03.11.2010            | середня спеціальна | позапартійний             | Солотвинський солерудник, електромеханік            |
| 21       | Попович Михайло Васильович     | 03.11.2010            | середня спеціальна | позапартійний             | Тячівська районна електрична станція, електромонтер |
| 22       | Мікор Олександр Іванович       | 03.11.2010            | середня спеціальна | позапартійний             | приватний підприємець                               |
| 23       | Дан Юрій Юрійович              | 03.11.2010            | середня спеціальна | позапартійний             | приватний підприємець                               |
| 24       | Арделан Олександр Михайлович   | 03.11.2010            | середня спеціальна | позапартійний             | приватний підприємець «Арделан»                     |
| 25       | Вайнагі Олександр Ладиславович | 03.11.2010            | середня спеціальна | позапартійний             | Тячівський відділ культури                          |
| 26       | Леордян Олександр Васильович   | 03.11.2010            | середня спеціальна | позапартійний             | Тячівський відділ культури                          |
| 27       | Герег Валентина Яківна         | 03.11.2010            | вища               | позапартійна              | Солотвинський солерудник, заступник директора       |
| 28       | Руснак Василь Калманович       | 03.11.2010            | середня спеціальна | позапартійний             | пенсіонер                                           |
| 29       | Біро Ерік Тіберійович          | 03.11.2010            | вища               | позапартійний             | Тячівська районна лікарня, лікар                    |
| 30       | Біланич Юрій Миколайович       | 04.11.2010            | середня            | позапартійний             | приватний підприємець                               |